# Hl. Dreifaltigkeit (Braunschweig)

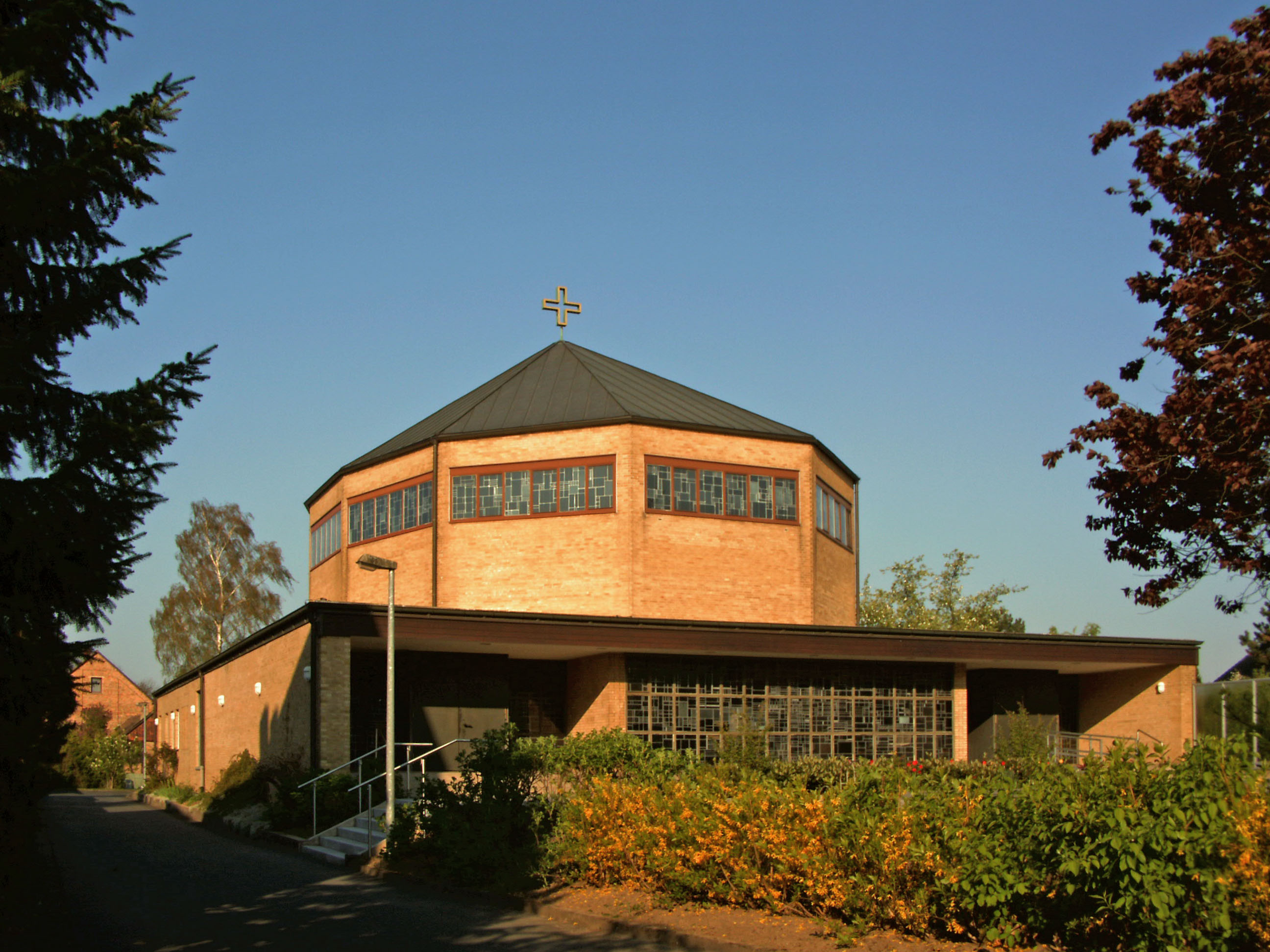
Kirche

Heilige Dreifaltigkeit ist eine Kirche in Stöckheim, einem Stadtteil von Braunschweig in Niedersachsen. Sie befindet sich in der Leipziger Straße 216 und ist nach der Dreifaltigkeit, einer Glaubenswahrheit der katholischen Kirche, benannt. Die Kirche gehört zur katholischen Pfarrgemeinde St. Bernward mit Sitz im etwa drei Kilometer entfernten Stadtteil Heidberg, und damit zum Dekanat Braunschweig des Bistums Hildesheim. Heute ist das Kirchengebäude an die syrisch-orthodoxe Gemeinde Braunschweig–Wolfenbüttel verpachtet, es wird auch von der Pfarrei St. Bernward und vom Verein zur Förderung Christlicher Mission mitgenutzt.

## Geschichte
Durch Zuzug von katholischen Flüchtlingen und Heimatvertriebenen infolge des Zweiten Weltkriegs bildete sich eine katholische Kirchengemeinde. Ihre Gottesdienste fanden in einer Notkirche in der Leipziger Straße 19 statt.
Am 22. Mai 1966 erfolgte die Grundsteinlegung der heutigen Kirche, und am 11. Dezember des gleichen Jahres ihre Konsekration.
Seit dem 1. November 2006 gehört die Kirche zur Pfarrgemeinde St. Bernward, zu diesem Zeitpunkt gehörten zu Hl. Dreifaltigkeit, deren Einzugsgebiet der Stadtteil Stöckheim war, knapp 1000 Katholiken. Seit dem 1. August 2013 ist das Kirchengebäude an die syrisch-orthodoxe Gemeinde Braunschweig–Wolfenbüttel vermietet, es wird jedoch noch gelegentlich von der katholischen Gemeinde für Werktagsgottesdienste und Veranstaltungen genutzt. Zum 1. September 2017 wurden neben dem Kirchengebäude auch das Pfarrheim und das Pfarrhaus der syrisch-orthodoxen Gemeinde überlassen.

## Architektur und Ausstattung
Der turmlose ovale zwölfeckige Zentralbau wurde nach Plänen des Braunschweiger Architekten Wolfgang Tschirschwitz erbaut und befindet sich in rund 75 Meter Höhe über dem Meeresspiegel.